# Васютин, Юрий Геннадьевич
Юрий Геннадьевич Васютин (бел. Юрый Генадзевіч Васюцін; 20 июля 1978, Орша, Белорусская ССР) — белорусский футболист, вратарь. В настоящее время тренер вратарей в клубе «Витебск».

## Клубная карьера
Воспитанник витебского футбола, с 1996 года выступает за местный клуб (в разное время назывался «Локомотив-96», «Локомотив» и «Витебск»). Некоторое время выступал за фарм-клуб «Локомотива-96» — «Локомотив» — в низших лигах. С сезона 2000 прочно закрепился в основной команде, хотя неоднократно уступал место в основе другим вратарям.
В июле 2010 года в кубковом матче против «Химика» из Светлогорска вышел на замену в конце матча в качестве полевого игрока и забил гол, который помог «Витебску» одержать победу со счётом 3:2 и пройти в следующий раунд.
После ухода летом 2011 Дмитрия Гущенко в минское «Динамо» Юрий Васютин остался основным вратарем команды. Вместе с «Витебском» вылетел в Первую лигу по итогам сезона 2011 года, в течение трех сезонов в Первой лиге лишь на полгода уступал место основного вратаря Андрею Щербакову. По итогам сезона 2014 (в котором провел все 30 матчей чемпионата) помог «Витебску» вернуться в Высшую лигу.
К сезону 2015 начинал готовиться вместе с витебской командой, но в феврале 2015 покинул её. 26 апреля 2015 на Витебском ЦСК перед матчем против «Нафтана» состоялась церемония проводов Васютина из футбола. На тот момент он уже вошёл в тренерский штаб перволиговой «Орши».
В июле 2015 Васютин вновь оказался в «Витебске», заняв должность тренера вратарей.

### Статистика
| Сезон | Дивизион | Клуб                | Страна                    | Матчи | Голы |
| ----- | -------- | ------------------- | ------------------------- | ----- | ---- |
| 1996  | Д2       | Локомотив (Витебск) | Флаг Беларуси (1995—2012) | 12    | -13  |
| 1997  | Д1       | Локомотив-96        | Флаг Беларуси (1995—2012) | 5     | -2   |
| 1997  | Д2       | Локомотив (Витебск) | Флаг Беларуси (1995—2012) | 15    | -23  |
| 1998  | Д3       | Локомотив (Витебск) | Флаг Беларуси (1995—2012) | ?     | ?    |
| 1999  | Д3       | Локомотив (Витебск) | Флаг Беларуси (1995—2012) | 22    | -23  |
| 2000  | Д1       | Локомотив-96        | Флаг Беларуси (1995—2012) | 20    | -30  |
| 2001  | Д1       | Локомотив-96        | Флаг Беларуси (1995—2012) | 9     | -22  |
| 2002  | Д1       | Локомотив-96        | Флаг Беларуси (1995—2012) | 13    | -33  |
| 2003  | Д2       | Локомотив           | Флаг Беларуси (1995—2012) | 12    | -9   |
| 2004  | Д1       | Локомотив           | Флаг Беларуси (1995—2012) | 9     | -16  |
| 2005  | Д2       | Локомотив           | Флаг Беларуси (1995—2012) | 27    | -21  |
| 2006  | Д1       | Локомотив           | Флаг Беларуси (1995—2012) | 13    | -12  |
| 2007  | Д1       | Витебск             | Флаг Беларуси (1995—2012) | 8     | -8   |
| 2008  | Д1       | Витебск             | Флаг Беларуси (1995—2012) | 8     | -3   |
| 2009  | Д1       | Витебск             | Флаг Беларуси (1995—2012) | 18    | -28  |
| 2010  | Д1       | Витебск             | Флаг Беларуси (1995—2012) | 12    | -14  |
| 2011  | Д1       | Витебск             | Флаг Беларуси (1995—2012) | 18    | -26  |
| 2012  | Д2       | Витебск             | Флаг Беларуси             | 28    | -30  |
| 2013  | Д2       | Витебск             | Флаг Беларуси             | 15    | -13  |
| 2014  | Д2       | Витебск             | Флаг Беларуси             | 30    | -30  |

## Достижения
- Бронзовый призёр чемпионата Белоруссииː 1997
- Чемпион первой лиги Белоруссииː 2003